# سان بيدروكو
جزيرة سان بيدروكو (بالإسبانية: Isla de San Pedruco) جزيرة إسبانية تقع في بحر كانتابريا، هي تابعة لمنطقة كانتابريا شمال إسبانيا.
تبلغ مساحة جزيرة سان بيدروكو 0,03 كم².